# Pseudorhaphitoma ornata
Espèce
Pseudorhaphitoma ornata est une espèce de mollusques marins de la famille des Mangeliidae.

## Répartition
Cette espèce est décrite des Philippines.

## Systématique
L'espèce Pseudorhaphitoma ornata a été décrite en 2018 par Peter Stahlschmidt (d) et Emmanuel Tardy (d),.

### Étymologie
Cette espèce est nommée en référence à la beauté de sa coquille.

### Publication originale
(en) Peter Stahlschmidt et Emmanuel Tardy, « Description of five new species of Pseudorhaphitoma (Gastropoda: Mangeliidae) from the Philippines », Miscellanea Malacologica, vol. 7, no 6,‎ 2018, p. 103-113 (ISSN 1573-9953, OCLC 86123684).